# Ben 10 Ultimate Alien: Cosmic Destruction
Ben 10 Ultimate Alien: Cosmic Destruction es un videojuego multiplataforma de Ben 10: Ultimate Alien. Está disponible para las consolas Wii, PlayStation 2, PlayStation 3, Nintendo DS, PlayStation Portable y Xbox 360.

## Trama
La trama implica a Ben viajando por lugares emblemáticos del mundo real en busca del Potis Altiare, un dispositivo Galvan de gran poder para salvar a la Tierra de la destrucción total a manos de Albedo, que está transformado en un To'Kustar (Muy grande) negativo.

## Personajes
- Ben Tennyson (El único personaje jugable).
- Albedo (Solo en DS, con un truco).
- Gwen Tennyson (No jugable).
- Kevin Levin (No jugable).
- Jimmy Jones.
- Azmuth.
- Plomeros.
- Will Harangue.
- Lou (Cameo, al final del juego).
- Mamá de Jimmy (Voz).
- Cooper Daniels.

## Alienígenas y sus habilidades
- Fuego Pantanoso: Explota cosas inflamables.
- Fuego Pantanoso Supremo (Solo durante un evento en el segundo nivel)
- Frío: Planea en las corrientes de aire y apaga fuego.
- Frío Supremo: (Solo durante un evento en el cuarto nivel)
- Humungosaurio: Mueve objetos y gira palancas extremandamente grandes.
- Humungosaurio Supremo: (Solo durante un evento en el primer nivel)
- Mono Araña: Lanza telarañas para girar palancas lejanas.
- Mono Araña Supremo (Solo durante un evento en el tercero y quinto nivel)
- Eco Eco: Crea clones para mantener las plataformas.
- Eco Eco Supremo (Solo durante un evento en el sexto nivel)
- Amenaza Acuática: Lanza agua para girar palancas que no se pueden interactuar y apaga fuego.
- Tortutornado: Salta por las rampas y flota durante un tiempo.
- NRG: Rompe cosas disvueltas y es inmune al fuego.
- Armadillo: Mueve cosas del suelo con su martillo gigante.
- Ampfibio: Recarga cosas electrónicas.
- Muy Grande (Solo durante un evento en el último nivel).
- Rath (Solo en Xbox 360, con un truco).
- Cuatrobrazos (Solo en PS3, con un truco).

## Jefes y Subjefes del Videojuego
1. Las Catacumbas:  Sub-jefe: Volkanus Jefe: Enoch.
2. La Torre eiffel:  Sub-jefe: Hermanos Vreedle Jefe; Sunder.
3. La Torre del diablo:  Sub-jefe: Kraab Jefe: Seven Seven.
4. La Gran Muralla china:  Sub-jefe: General Terracota Jefe: Dragón Terracota.
5. Noches en Tokio:  Sub-jefe: Zombozo Jefe: Cooper (Hipnotizado).
6. Amazonas:  Jefe: Hermanos Vreedle.
7. El Coliseo:  Sub-jefe: Overlord (Capitán Nemesis) Jefe: Psyphon.
8. La Batalla Final:  Muy Grande Negativo (Albedo).

## Trucos
- Cash: Obtienes 1.000.000 de DNA.
- Hard: Todos los enemigos te hacen el doble de daño y tu solo haces la mitad.
- Health: Vida infinita.
- Energy: Energía infinita.
- Levels: Desbloqueas a todos los niveles.
- Classic: Desbloqueas a Cuatrobrazos. (Solo en PS3)
- Primus: Desbloqueas a Rath. (Solo en Xbox 360)
- Get it : Desbloqueas a Albedo. (Solo en Nintendo DS)
- Characters: Desbloqueas a todos los alienígenas. (Solo en Nintendo DS)

## Datos Interesantes
- Se solucionó un problema de juegos pasados: cada vez que llegabas con un jefe en la escena se veía a Ben hablando con el jefe y después eras de nuevo el alien anterior, esto muchas veces dejaba al usuario en condiciones desfavorables; ahora antes del video previo a la pelea el juego te destransforma automáticamente.
- Las versiones supremas en la portada, tienen las mismas poses de sus versiones originales en algunas páginas de Cartoon Network.
- En la portada se puede ver que las estrellas forman a muy grande supremo aunque no aparezca en el juego.
- La pose de Ben en la portada del juego es idéntica que la de la portada de Ben 10: Protector de la Tierra.
- Es extraño que no salgan los 20 aliens principales del Super omnitrix.
- Curiosamente las formas supremas se desbloquean en el orden en que aparecieron en las series.
- Se revelan muchas cosas de las especies y planetas de origen de los 5 Aliens de la Galaxia Andrómeda.
- Se muestra en el tráiler una opción de mejoras (Upgrades) para los alienígenas jugables, algo que nunca había aparecido en las anteriores 3 entregas de videojuegos de la serie.
- Tiene sentido que sea el único juego que siga la línea temporal de la serie porque Ben dijo en una escena que el Omnitrix los teletransportó a Primus lo cual describe al episodio Primus y también Overlord dijo que arruinó su carrera describiendo al episodio Hora de ser héroe.
- Cooper en éste videojuego es un villano, ya que fue controlado por Psyphon y el To'Kustar Enemigo.
- Psyphon menciona que quería ser sirviente de Aggregor pero él prefería trabajar solo.
- En el juego para DS Albedo no tiene las cejas blancas sino negras, esto quizás fue un error.
- Cuando el Superomnitrix dice "Superomnitrix most complete Potis Altiare" se ve que Ben contuvo la respiración hasta transformarse en Muy Grande pero era mucho tiempo.
- Aunque tal vez porque Ben sabe controlar bien la respiración, o tal vez el Potis Altiare protege al poseedor (por ejemplo: cuando saca el holograma de Muy Grande, el Potis Altiare le dio a Ben un área de respiración).
- Si con Amenaza Acuática te proteges y te mueves hace la primera pose que se vio de Amenaza Acuática.